# 임란 칸 (배우)
임란 칸(Imran Khan, 1983년 1월 13일 ~ )은 인도의 배우이다.

## 출연 영화
- 《내 형의 신부》Mere Brother Ki Dulhan(2011)